# Hampton-in-Arden (stacja kolejowa)
Hampton-in-Arden (ang: Hampton-in-Arden railway station) – stacja kolejowa w Hampton in Arden, w hrabstwie West Midlands, w Anglii, w Wielkiej Brytanii. Jest położona na West Coast Main Line między Coventry i Birmingham. Wszystkie pociągi obsługujące stację są obsługiwane przez London Midland.

## Historia
Obecna stacja pochodzi z 1884 roku, kiedy została wybudowana przez London and North Western Railway. Zastąpiła ona wcześniejszą stację pochodzącą z London and Birmingham Railway z 1837 roku.
Od 1839 Hampton-in-Arden stał się skrzyżowaniem w południowej części Stonebridge Railway (część Birmingham and Derby Junction Railway, która z kolei jest częścią Midland Railway). Linia ta na odcinku Derby z do Birmingham, została zamknięta dla pasażerów w 1917 roku i całkowicie w 1935 roku.
Przed otwarciem pobliskiej stacji Birmingham International w 1976 roku, szybkie pociągi pomiędzy Birmingham New Street i London Euston, pociągi zatrzymywały się tutaj w celu obsługi lotniska w Birmingham. 

## Połączenia
Od poniedziałku do soboty Hampton-in-Arden jest obsługiwane przez dwa pociągi na godzinę pomiędzy Birmingham New Street i Coventry, z których jeden obsługuje połączenie do Northampton. W niedziele nie ma co godzinnych połączeń pomiędzy Birmingham New Street i Coventry.